# Peperomia querocochana
Peperomia querocochana är en pepparväxtart som beskrevs av G.Mathieu & Pino. Peperomia querocochana ingår i släktet peperomior, och familjen pepparväxter. Inga underarter finns listade i Catalogue of Life.